# Nikolaos Stratos

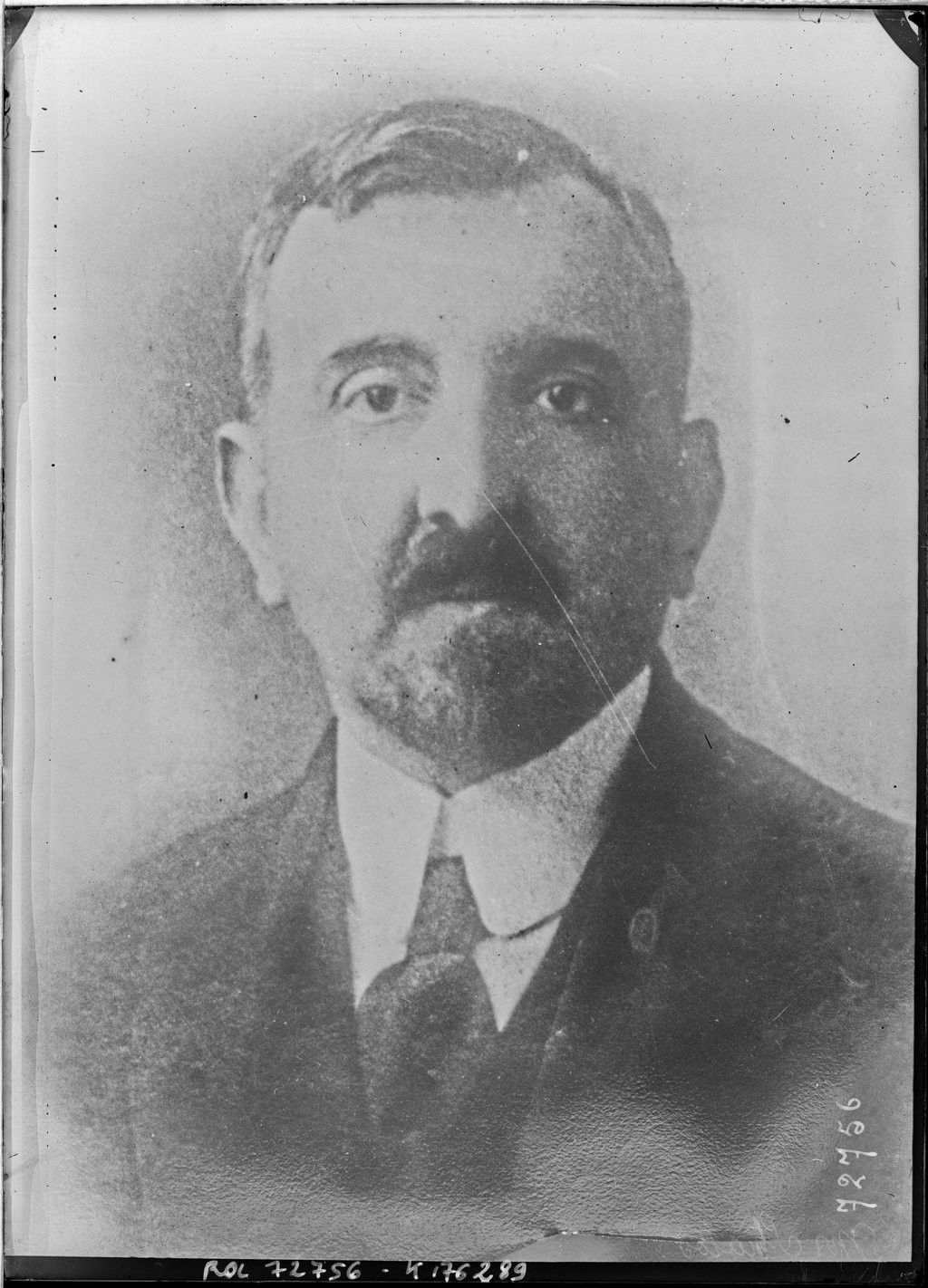

Nikolaos Stratos (griechisch Νικόλαος Στράτος) (* 1872 in Loutro; † 15. Novemberjul. / 28. November 1922greg. in Goudi) war ein griechischer Politiker und Ministerpräsident.

## Abgeordneter und Minister
Stratos, der ein Studium der Rechtswissenschaften absolviert hatte und anschließend als Rechtsanwalt tätig war, begann seine politische Laufbahn 1902 mit der Wahl zum Abgeordneten der Nationalversammlung (Voulí ton Ellínon). Im vierten Kabinett von Dimitrios Rallis war er von Juli bis August 1909 Innenminister. Bald darauf trat er der neu gegründeten Liberalen Partei von Eleftherios Venizelos bei. 1911 wurde er zum Präsidenten der Nationalversammlung gewählt und anschließend Marineminister im ersten Kabinett von Venizelos. 1913 wechselte er zur Partei der Royalisten und verlor daraufhin seine Ämter.

## Ministerpräsident und Hinrichtung
Als Ministerpräsident Dimitrios Gounaris aufgrund der sich abzeichnenden Niederlage im Griechisch-Türkischen Krieg nach einem Misstrauensvotum am 16. Mai 1922 zurücktrat, wurde Stratos von König Konstantin I. mit der Bildung einer Regierung beauftragt. Im Kabinett übernahm er auch die Ämter des Außen- und des Kriegsministers. Bereits am 22. Mai musste er jedoch nach einer nur sechstägigen Regierungszeit wieder zurücktreten und übergab das Amt des Ministerpräsidenten an Petros Protopapadakis, dem zumindest vorübergehend die Bildung einer Regierung gelang.
Aufgrund seiner Ämter wurde er im sogenannten Prozess der Sechs zusammen mit Gounaris, Protopapadakis und drei Militärpersonen wegen Hochverrats aufgrund der Niederlage im Griechisch-Türkischen Krieg angeklagt, zum Tode verurteilt und schließlich am 15. Novemberjul. / 28. November 1922greg. hingerichtet.
Seine Tochter Dora Stratou war eine bekannte Tänzerin, Sängerin und Choreographin. Sein Sohn Andreas Stratos war später selbst Abgeordneter der Nationalversammlung.